# 萊姆森 (愛荷華州)
萊姆森（英語：Remsen）是一個位於美國愛荷華州普利茅斯縣的城市。

## 地理
萊姆森的座標為42°48′47″N 95°58′18″W / 42.81306°N 95.97167°W，而該地的平均海拔高度為405米（即1329英尺）。

## 人口
根據2010年美國人口普查的數據，萊姆森的面積為3.29平方千米，當中陸地面積為3.29平方千米，而水域面積為0.00平方千米。當地共有人口1663人，而人口密度為每平方千米505人。